# 長安寺 (高岡市)
長安寺（ちょうあんじ）は、富山県高岡市にある真宗大谷派の寺院。山号は朝日山。

## 概要
福岡の中心街にある真宗大谷派の寺院である。
加賀藩参勤交代の折に境内や本堂を休憩所として利用されるようになり、その後本堂裏に御殿を建築したと伝えられている。その縁で、本堂の扉表面に加賀梅鉢が描かれている。
福岡町大野の林照寺は明治まで当寺の下寺であった。
当寺で藩主に供された水が殿様清水（とのさましょうず）だと伝えられている。源泉が枯れたため、現在の殿様清水は復元したものである。